# Fosfatidiletanolammina N-metiltransferasi
La fosfatidiletanolammina N-metiltransferasi è un enzima appartenente alla classe delle transferasi, che catalizza la seguente reazione:
S-adenosil-L-metionina + fosfatidiletanolammina ⇄ S-adenosil-L-omocisteina + fosfatidil-N-metiletanolammina